# Minamoto no Saneakira
Minamoto no Saneakira (源信明; 910 – 970) è stato un poeta giapponese waka del medio periodo Heian.
Suo padre era Minamoto no Kintada, uno dei Sanjurokkasen. Saneakira è stato anche lui selezionato come uno dei Sanjurokkasen.

## Biografia
Il giorno di Capodanno del 937, fu nominato Kurodo (Ciambellano). Nel 939 fu nominato Kokushi  nella provincia di Wakasa. Quindi ricoprì le cariche di Zuryo (governatore provinciale) di province come Shinano, Bingo, Echigo e Mutsu.
Terminò la sua carriera come Jushiinoge (Junior Fourth Rank, Lower Grade) nel 968.
Morì, all'età di 61 anni, nel 970.

## Poesia
Lasciò molte poesie a cominciare da un canto funebre alla morte dell'imperatore Uda, il byōbu-uta (poesie su paravento) di paesaggi pittoreschi per l'imperatore Murakami, un byōbu-uta per il Mogi (cerimonia di iniziazione per la transizione delle ragazze aristocratiche per l'età adulta) della principessa imperiale Masako, figlia dell'imperatore Suzaku, e molte altre.
Si dice che avesse una relazione intima con la poetessa Nakatsukasa. Le poesie scambiate con lei sono state incluse nella raccolta Nobuaki-shū. Inoltre, si dice che abbia avuto una relazione intima con la terza figlia di Minamoto Kōhei (zio di Saneakira) e anche Daikun Kain (figlia di Minamoto no Muneyuki).
Ventidue sue poesie sono state selezionate per Chokusen wakashū (antologie di poesie raccolte per ordine imperiale) a partire dalla dal Gosen Wakashū.
Ha lasciato una collezione personale Saneakira-shū.